# Pasta

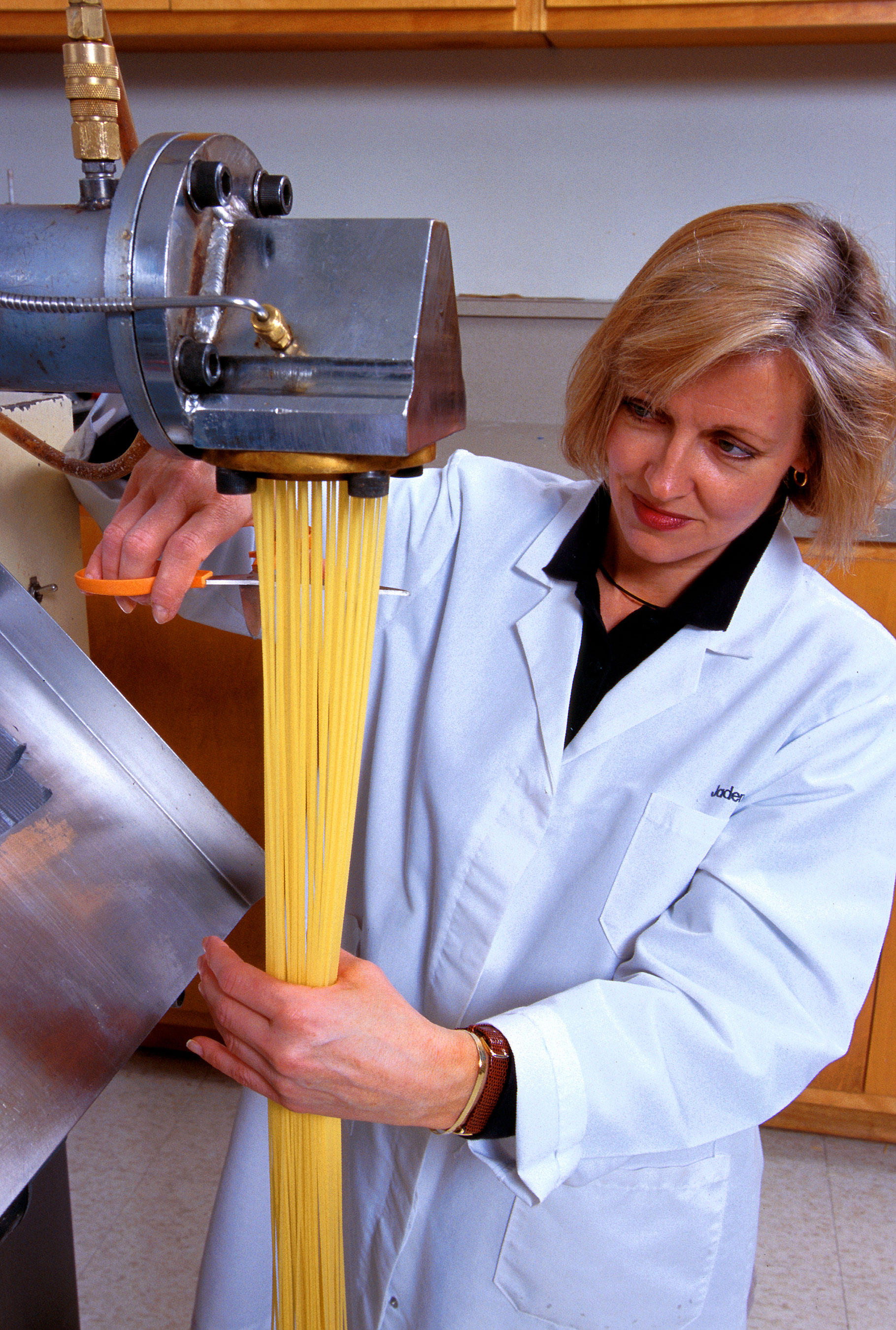
Pastaherstellung im Lebensmittellabor zur Qualitätsprüfung der Rohstoffe

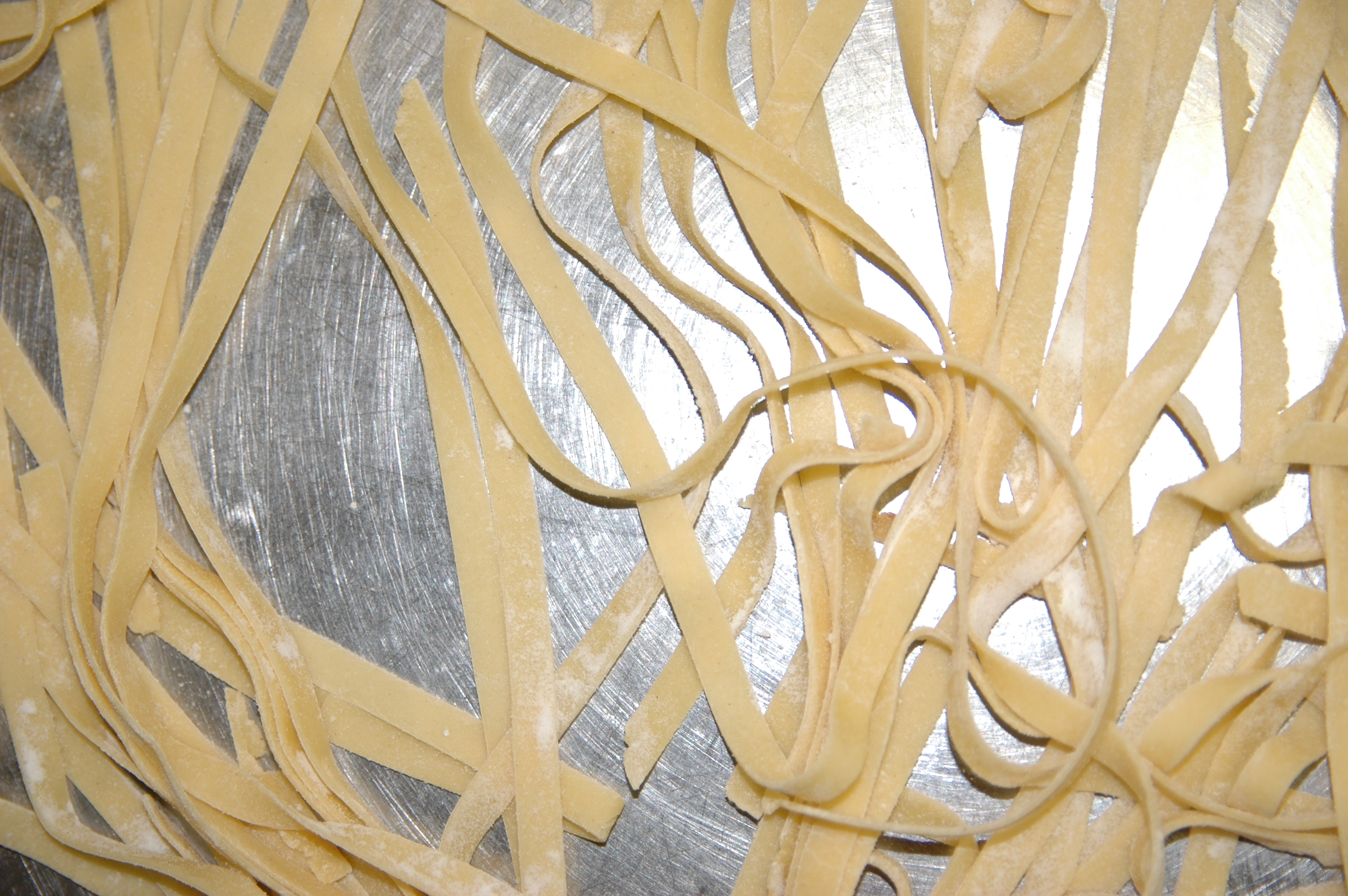
Frisch hergestellte Pasta (Pasta fresca)

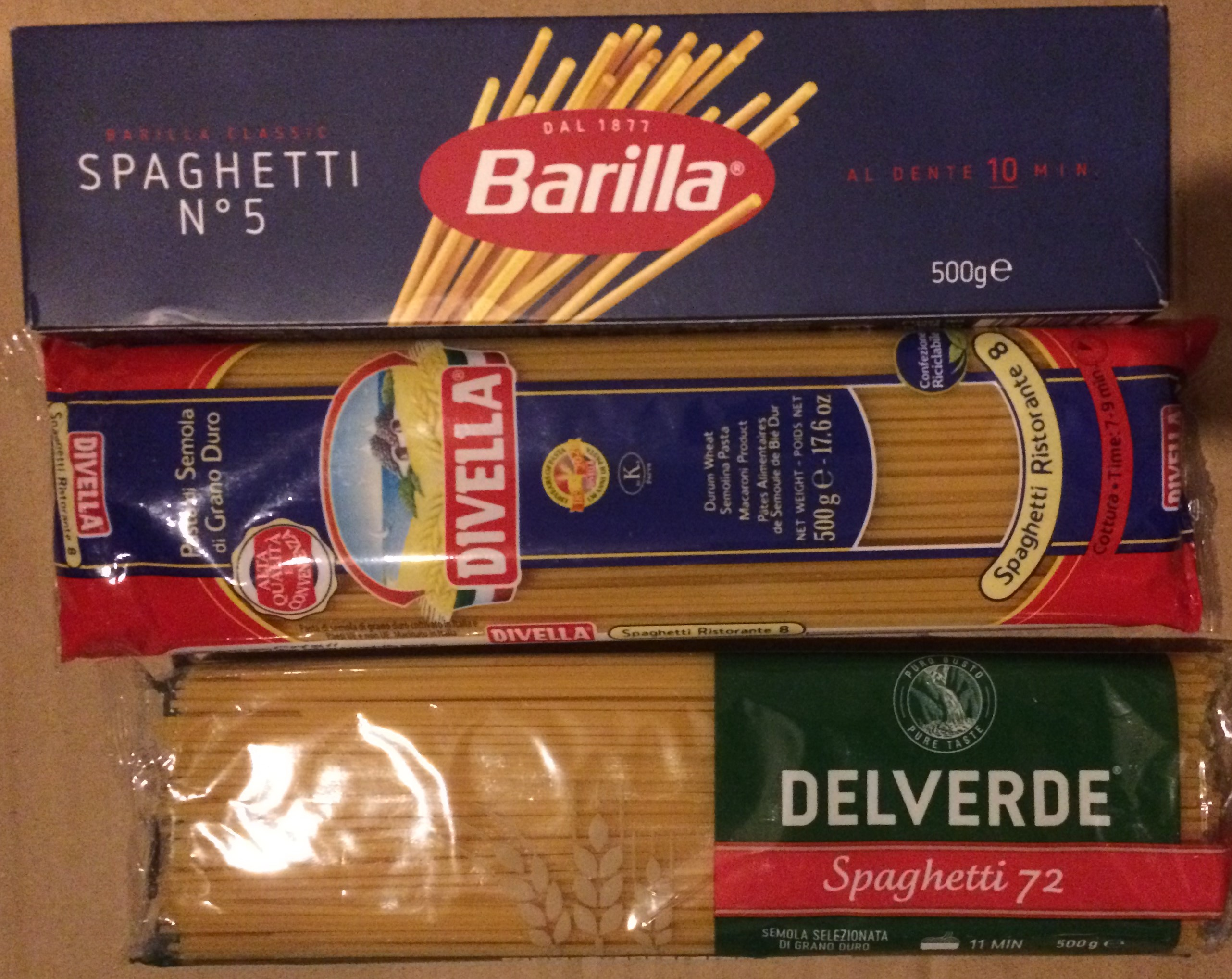
Spaghetti herstellerspezifisch nummeriert

Pasta (Italienisch für Teig) ist in der italienischen Küche die Bezeichnung für Teigwaren in verschiedenen Größen, Arten und Formen.

## Geschichte

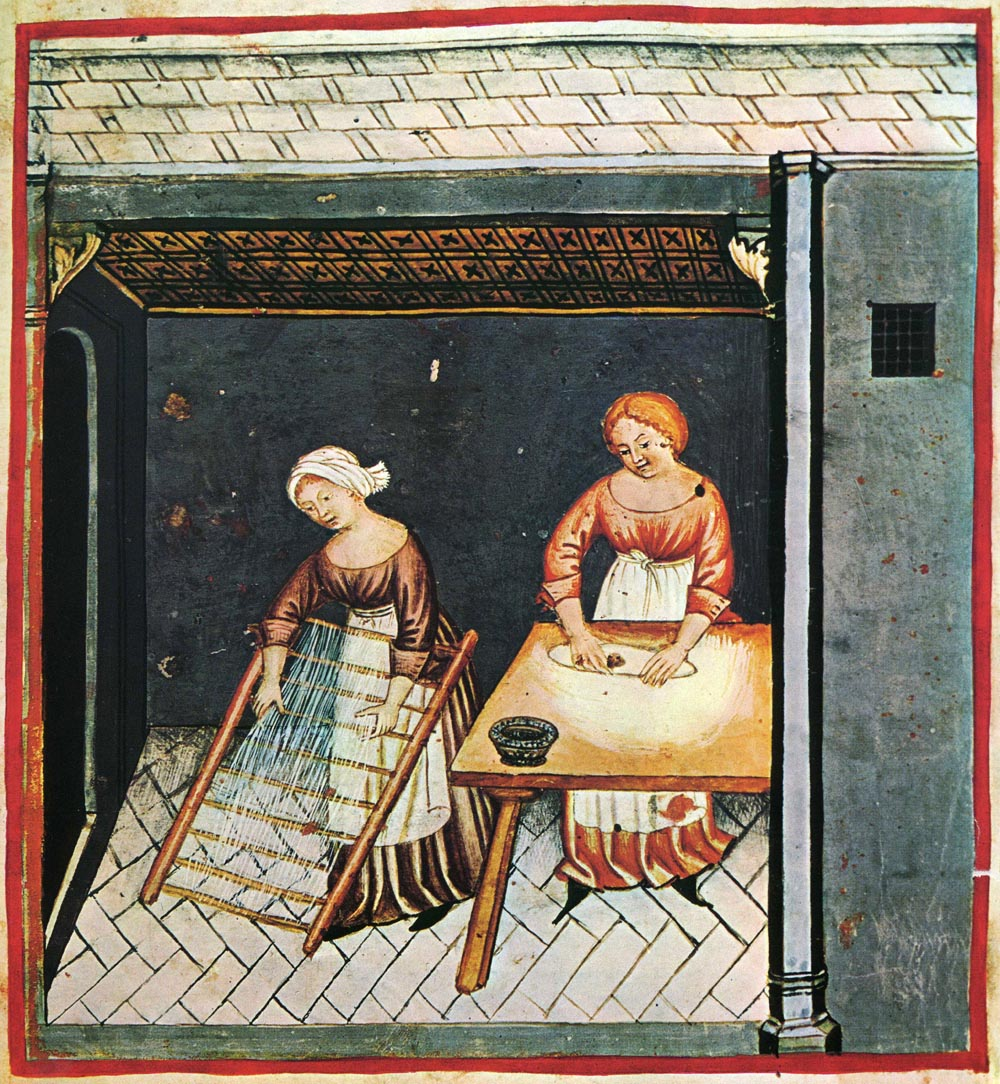
Ein Schritt der Nudelherstellung in einer Darstellung des späten 15. Jahrhunderts

Neapolitanische Maccheroni-Esser

In China sind Teigwaren spätestens seit den Zeiten der Han-Dynastie (206 v. Chr. bis 220 n. Chr.) bekannt. In einem der ältesten schriftlichen Belege ist von Nudeln, gedämpften Teigtaschen und Klößchen die Rede. Auch im antiken Griechenland waren Nudelgerichte bekannt. In etruskischen Gräbern sind sie durch Abbildungen von Geräten zur Nudelherstellung bezeugt.
Der Begriff kam über das Lateinische vom Griechischen pastē, womit ein grützeartiges Gerstengericht bezeichnet wurde. Ein flaches pasta-ähnliches, jedoch in Öl gebackenes griechisches Produkt wurde als laganon bezeichnet, das auch von den römischen Schriftstellern Cicero und Horaz erwähnt wurde.
Im 12. Jahrhundert schrieb der Geograf Al-Idrisi, dass in der Nähe von Palermo auf Sizilien Fäden aus Weizen gekocht werden, die von Muslimen wie von Christen gleichermaßen gern gegessen werden. Ebenso berichtet er über einen umfangreichen Export dieser Itryah genannten Pasta in den gesamten Mittelmeerraum. Es handelt sich hier um das erste schriftliche Dokument, in dem von Pasta nach heutiger Definition die Rede ist. Die italienische Küste, speziell das Gebiet um Neapel, entwickelte sich zeitweise zu einer Hochburg der Pastaproduktion.
Heute gibt es nur noch wenige traditionelle Pastaproduzenten (Pastifici) in Italien, der Großteil der Teigwaren wird industriell hergestellt. Sie werden der Größe nach in Pasta corta (kurze Pasta) und Pasta lunga (lange Pasta) unterschieden. In Rom befindet sich seit 1992 ein Pasta-Museum, das Museo Nazionale delle Paste Alimentari.

## Rechtliche Grundlagen

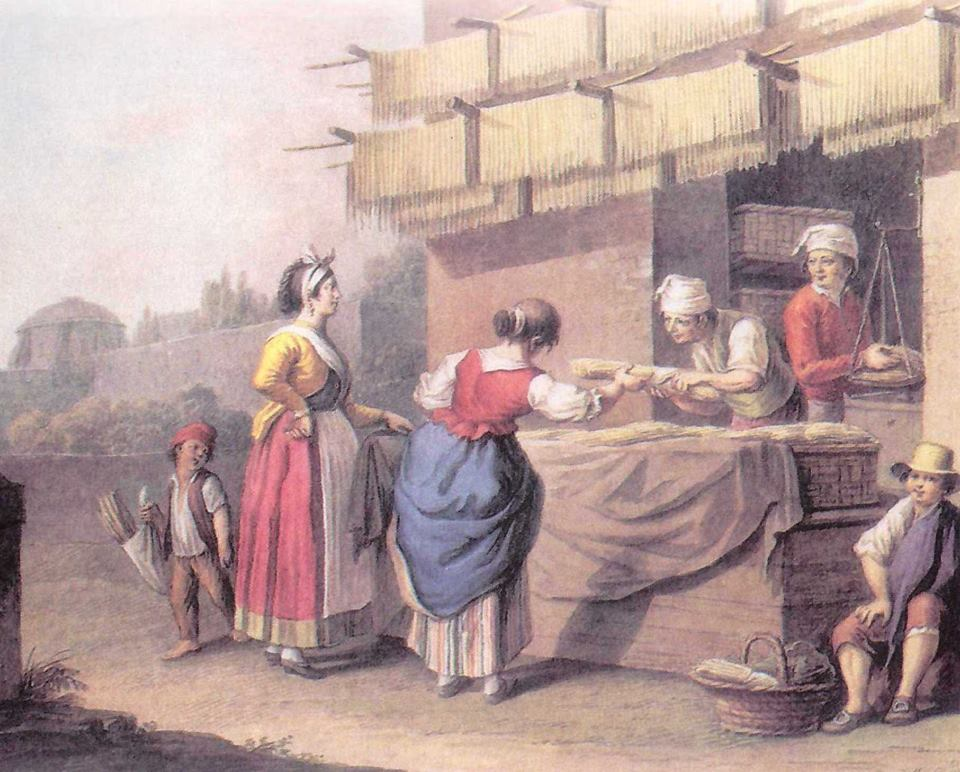
Vermicellari beim Straßenverkauf (Saverio della Gatta, entstanden zwischen 1777 und 1828)

Es lässt sich nicht mit Sicherheit festlegen, wann auf der Apenninhalbinsel das erste Gesetz erlassen wurde, welches die Pasta zum Inhalt hat. Die Herstellung und der Handel wurden bereits zu Ende des 14. Jahrhunderts geregelt. Auf Sizilien waren Teigwaren im Laufe der Zeit so beliebt, dass ihr Preis in Palermo geregelt wurde. In Apulien wurde im 15. Jahrhundert die Pasta für so bedeutend gehalten, dass einige Gemeinden die Pastabäcker, die man als lasagnari bezeichnete, von Abgaben und Zöllen befreiten. In vielen Regionen entstanden Zünfte, die sogenannten Vermicellari, deren Zugehörigkeit streng geregelt war.
Sich auf die örtlichen Herrscher stützend, konnte die Zunft der Vermicellari zahlreiche Gesetze zum Schutz der Pasta durchsetzen. Die Einhaltung von Qualitätsansprüchen bei der Herstellung standen dabei ebenso im Vordergrund, wie der Schutz der Zunftmitglieder. 1598 wurde beispielsweise in Neapel ein Gesetz erlassen, das denjenigen mit Kerker bestrafte, der ohne der Zunft anzugehören Pasta herstellte und verkaufte.
In die zweite Hälfte des 16. Jahrhunderts fällt auch die gesetzliche Regelung der Zutaten im Königreich Neapel. Den Pastabäckern wurde auferlegt, für die Herstellung von Pasta ausschließlich Hartweizengrieß zu verwenden. Auflagen die im 17. Jahrhundert noch bestärkt und genauer spezifiziert wurden. So wurde Mischungen mit Mehl aus Weizen, Lupinen, Mais oder Hirse ausdrücklich verboten. Bei Zuwiderhandlungen drohten Prügelstrafen oder die Schließung des Geschäfts. Ähnliche Strafen gab es auch andernorts, wie beispielsweise in Rom.
In der jüngeren Vergangenheit hat der Gesetzgeber in Italien genau definiert, welche in Italien hergestellten und vertriebenen Produkte als Pasta bezeichnet werden dürfen und welche nicht. Ein entsprechendes Gesetz wurde 1967 (Nr. 580 vom 4. Juli 1967) verabschiedet und stellte die Grundlage für die Pastaherstellung in Italien bis 2001 dar. Veränderte Produktionstechniken und allgemeine Änderungen im Lebensmittelrecht, die im Zuge der Zugehörigkeit zur Europäischen Union nötig wurden, fanden ihren Ausdruck im angepassten Dekret Nr. 187, das am 9. Februar von Staatspräsident Carlo Azeglio Ciampi unterzeichnet und am 22. Mai 2001 mit der Veröffentlichung im Amtsblatt der Italienischen Republik in Kraft trat.
Laut Artikel 6 des Gesetzes dürfen nach Verarbeitung und Trocknung nur diejenigen Teigwaren als Pasta bezeichnet in den Handel kommen, deren Teig aus Hartweizengrieß oder Hartweizendunst besteht und für deren Herstellung ausschließlich Wasser ohne weitere Zutaten beigemischt wurde. Als Vollkornpasta (pasta integrale) wird diejenige Pasta bezeichnet, deren Teig mit Vollkornhartweizengrieß und Wasser zubereitet wurde. Bei der Herstellung in den oben genannten Fällen toleriert das Gesetz die Beimischung von Weichweizenmehl mit einem Anteil von maximal 3 %.
In allen anderen Fällen handelt es sich um Paste speciali, was dementsprechend auf dem Etikett ersichtlich sein muss. Pasta, die außerhalb Italiens vollständig aus Weichweizen hergestellt oder über den in Italien gesetzlich vorgeschriebenen Anteilen hergestellt wurde und in Italien verkauft wird, muss auf der Verpackung ebenfalls als solche ausgewiesen werden.
Das Gesetz regelt außerdem die für den Verkauf bestimmte Herstellung von Eiernudeln (pasta all’uovo) und frischer Pasta (pasta fresca). Bei der Herstellung von frischer Pasta (Art. 9) darf, im Gegensatz zu den Eiernudeln (Art. 8), auch ausdrücklich auf Weichweizenmehl zurückgegriffen werden.
Die Regelungen gelten ausschließlich für den italienischen Markt. Die für den Export bestimmte und in Italien hergestellte Pasta kann von den oben genannten Bestimmungen abweichen.

## Bezeichnungen
Für die meisten Pastasorten werden die ursprünglichen italienischen Namen verwendet und auch die italienische Schreibweise beibehalten. Lediglich Makkaroni ist eingedeutscht (italienisch Maccheroni).
Die Sorte Vermicelli wurde (zusammen mit anderen aus Italien bezogenen Spezereien) von Tiroler Händlern bereits im 18. Jahrhundert auf Märkten nördlich der Alpen angeboten.

## Sorten
Die meisten Pastasorten werden aus Hartweizengrieß hergestellt. Daneben gibt es noch die Eiernudeln (pasta all’uovo), bestehend aus Hartweizengrieß und Eiern. Weitere Sorten sind:
Pasta integraleVollkornnudeln
Pasta con soiaaus Hartweizengrieß mit Sojamehl
Pasta 5 cerealiaus Gerste, Hafer, Roggen, Weizen und Buchweizen
Pasta farro e lenticchiemit Dinkel und Linsen
Pasta orzo e grano saracenoGerste und Buchweizen
Pasta di maisMais
Die Endungen bei Pastaformen bedeuten:
-ellebreit, zum Beispiel Tagliatelle
-etteschmal oder klein, zum Beispiel Orecchiette
-ine/-iniklein, zum Beispiel Tortellini
-onigroß, zum Beispiel Tortelloni
rigategeriffelt
lisceglatt
mezzeabgeschnitten, verkürzt (wörtlich: „Halbe“)
all’ortolanomit Gemüse oder bunte Pasta (wörtlich: „Gemüsegärtner“)
Bei den großen Pastaformen werden, so es sich um Pasta fresca (frische Pasta) handelt, manchmal auch einzelne Kräuterblätter in den Teig eingearbeitet, etwa Salbei oder Basilikum, so dass deren Struktur und Farbe sich durch den Teig hindurch abzeichnet.

## Farben

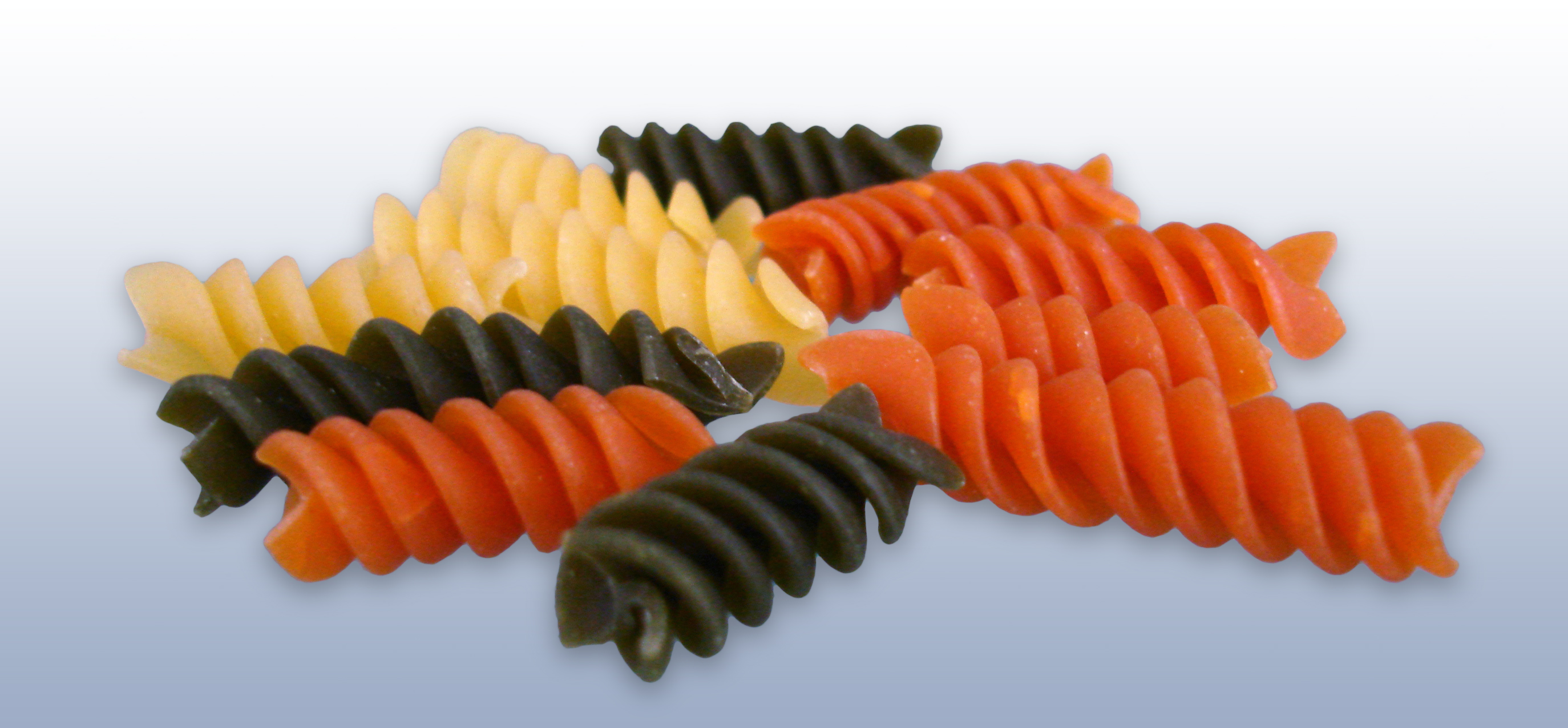
Dreifarbige Rotini

Pasta ohne Farbzusätze weist unterschiedliche Gelbtöne auf, je nachdem, ob sie mit oder ohne Eier zubereitet wurde. Daneben wird Pasta traditionell mit Zusätzen aus Spinat (grüne Pasta), Tomaten oder roten Rüben (rote Pasta), Möhren (orangefarbene Pasta) oder aus Tintenfisch-Tinte (schwarze Pasta) hergestellt. Mischungen aus Nudeln mit drei unterschiedlichen Farbrichtungen werden als Pasta tricolore bezeichnet.

## Zubereitungsarten
Normalerweise wird die Pasta laut angegebener Kochzeit in Salzwasser gekocht. Andere Zubereitungsarten sind:
Cottura “risottata”
Die Nudeln werden direkt mit der Sauce in einem einzigen Topf gekocht. Die Flüssigkeit wird wie bei Risotto nach und nach hinzufügt und umgerührt.
Doppia cottura
Die Nudeln werden einige Stunden vor dem Servieren halb so lang wie auf der Packung angegeben in Wasser gekocht. Anschließend werden sie abgetropft, mit etwas Öl beträufelt, abgekühlt und im Kühlschrank aufbewahrt. Kurz vor dem Servieren werden die Nudeln 30–60 Sekunden in kochendem Wasser fertig gegart.

## Servierarten
Pasta wird in unterschiedlicher Art und Weise angerichtet und serviert, Beispiele:
Pasta in brodo
Teigwaren werden in Suppe (italienisch in brodo ‚in Brühe‘) gekocht und serviert. Diese Zubereitungsart ist etwa bei Tortellini beliebt.
Pasta asciutta
Frische (Pasta fresca) oder getrocknete (Pasta secca) Teigwaren werden in Wasser gekocht (lessare) und nach dem Abtropfen als Pasta asciutta (italienisch für trockene Nudeln) mit etwas Butter (al burro), Sauce (al sugo) oder mit Ragù (al ragù) serviert. In Italien werden so zubereitete Nudeln in der Regel als erster Gang (Primo piatto) gereicht. Pasta wird in Italien in der Regel vor dem Auftragen in einer Pfanne oder Topf durch kurzes Anhitzen mit der Sauce vermengt, damit die Teigwaren den Geschmack der Sauce annehmen. Im Italienischen wird dies als Mantecatura bezeichnet. Diese Zubereitungsart hat sich erst in jüngeren Jahren entwickelt. Bis dahin war es üblich, die Sauce auf die bereits im Teller befindliche Pasta zu geben, und im Teller mit der Pasta zu vermengen. Bei der Risottatura wird dagegen wie bei Risotto die Pasta und die Sauce zusammen gekocht. Diese Zubereitungsart wird beispielsweise bei Saucen wie Sugo di vongole (‚mit Venusmuscheln‘), Aglio, olio e peperoncino, Salsa ai funghi (‚mit Pilzen‘) oder Fischsaucen im Allgemeinen bevorzugt.
Wenn es nach der Pasta einen zweiten Hauptgang (Secondo piatto) aus Fleisch gibt, bei dessen Zubereitung eine Sauce entstanden ist, kann aus dieser eine kurze Pastasauce zubereitet werden, die dann vor dem Fleischgang mit einer als passend empfundenen Pastasorte aufgetragen wird. Das Ragù napoletano ist die bekannteste, dieser vor allem in Süditalien verbreiteten Zubereitungsart.
Im deutschen Sprachraum werden Spaghetti bolognese auch allgemein als Pasta asciutta bezeichnet. In Italien sind diese Bezeichnungen unüblich; dort serviert man die Hackfleischsauce als Ragù alla bolognese üblicherweise mit Tagliatelle, während Pasta asciutta sich nur auf die Servierart, nicht aber auf eine spezifische Pastasorte oder einen spezifischen Sugo bezieht.
Da bei Pasta in brodo und Pasta asciutta  die Pasta jeweils gekocht wird, wird auch von gekochter Pasta (Pasta lessa) gesprochen.
Pasta al forno
Teigwaren werden mit weiteren Zutaten in einer Auflaufform im Ofen (forno) gebacken. Bekannt sind vor allem Lasagne al forno und Cannelloni al forno sowie Rigatoni al forno.